# Anaectocalyx
- Commons
- Wikispecies

Anaectocalyx Triana ex Benth. & Hook.f.  é um género botânico pertencente à família Melastomataceae.

## Espécies
Apresenta três espécies:
- Anaectocalyx bracteosa
- Anaectocalyx latifolia
- Anaectocalyx manarae